# The Who By Numbers
The Who by Numbers es el séptimo álbum de estudio del grupo británico The Who, publicado por las compañías discográficas Polydor y MCA Records en octubre de 1975. Alcanzó el puesto siete en la lista de discos más vendidos del Reino Unido y el ocho en la estadounidense Billboard 200. Además, fue votado el décimo mejor álbum del año en la encuesta anual Pazz & Jop, elaborada por críticos musicales para la revista Village Voice.

## Historia
Sin la estructura masiva y la ambición de los trabajos más conocidos del grupo en Tommy y Quadrophenia, las composiciones de Pete Townshend tienden a una introspeción y a la autocrítica en The Who By Numbers. En lugar del uso de sintetizadores y técnicas de sobreproducción, Townshend describe su alcoholismo, su lujuria y la autodestrucción, así como la progresión de su mediana edad y el miedo a la irrelevancia. La personalidad de algunos temas, como "However Much I Booze", animaron a Roger Daltrey a ceder el papel de vocalista a Townshend. 
En contraste con los temas introspectivos, se encuentran canciones como "Squeeze Box" y "Blue, Red and Grey". La única contribución de John Entwistle al álbum sería "Success Story".
La portada fue realizada por John Entwistle al tiempo que dibujaba una biografía del grupo en dibujos. 
The Who By Numbers alcanzó el puesto #7 en las listas de éxitos británicas y el #8 en las listas de Billboard. 

## Lista de canciones
Todas las canciones escritas y compuestas por Pete Townshend excepto donde se anota. 
| Cara A |                           |              |          |  |
| N.º    | Título                    | Escritor(es) | Duración |  |
| 1.     | «Slip Kid»                |              | 4:29     |  |
| 2.     | «However Much I Booze»    |              | 5:03     |  |
| 3.     | «Squeeze Box»             |              | 2:41     |  |
| 4.     | «Dreaming from the Waist» |              | 4:08     |  |
| 5.     | «Imagine a Man»           |              | 4:00     |  |

| Cara B |                        |                |          |  |
| N.º    | Título                 | Escritor(es)   | Duración |  |
| 6.     | «Success Story»        | John Entwistle | 3:20     |  |
| 7.     | «They Are All in Love» |                | 3:00     |  |
| 8.     | «Blue, Red and Grey»   |                | 2:47     |  |
| 9.     | «How Many Friends»     |                | 4:06     |  |
| 10.    | «In a Hand or a Face»  |                | 3:25     |  |

| Temas extra (reedición de 1996) |                                        |              |          |  |
| N.º                             | Título                                 | Escritor(es) | Duración |  |
| 11.                             | «Squeeze Box» (En directo)             |              | 4:13     |  |
| 12.                             | «Behind Blue Eyes» (En directo)        |              | 3:41     |  |
| 13.                             | «Dreaming from the Waist» (En directo) |              | 4:52     |  |

Pistas 11-13 grabadas en vivo en el Swansea Football Ground el 12 de junio de 1976.

## Personal
The Who
- Roger Daltrey: voz y percusión
- Pete Townshend: guitarras, teclados, ukelele, acordeón, banjo, percusión, coros, voz principal (en «However Much I Booze» y «Blue, Red and Grey»)
- John Entwistle: bajo, trompa, coros, voz principal (en «Success Story»)
- Keith Moon: batería y percusión

Otros músicos
- Nicky Hopkins: piano (en «Slip Kid», «Imagine a Man», «They Are All in Love», «How Many Friends» y «In Hand or a Face»)

## Posición en listas
| País           | Lista                    | Posición |
| -------------- | ------------------------ | -------- |
| Canadá         | RPM Albums Chart         | 9        |
| Estados Unidos | Billboard 200            | 8        |
| Nueva Zelanda  | New Zealand Music Charts | 29       |
| Reino Unido    | UK Albums Chart          | 7        |

| Sencillo      | País           | Lista             | Posición |
| ------------- | -------------- | ----------------- | -------- |
| «Squeeze Box» | Estados Unidos | Billboard Hot 100 | 16       |
| «Squeeze Box» | Reino Unido    | UK Singles Chart  | 10       |

## Certificaciones
| Fecha                | País           | Organismo certificador | Certificación | Ventas certificadas |
| -------------------- | -------------- | ---------------------- | ------------- | ------------------- |
| 8 de febrero de 1993 | Estados Unidos | RIAA                   | Platino       | 1 000 000           |
| 1 de agosto de 1976  | Canadá         | CRIA                   | Oro           | 40 000              |
| 1 de marzo de 1976   | Reino Unido    | BPI                    | Oro           | 100 000             |